# カンムリニワシドリ属
カンムリニワシドリ属（学名 : Amblyornis）とは、ニワシドリ上科ニワシドリ科の属である。

## 概要
この属は、ニューギニア島の固有種ニワシドリの4種で構成されている。
- チャイロニワシドリ Amblyornis inornatus, Vogelkop Bowerbird
- カンムリニワシドリ Amblyornis macgregoriae, Macgregor’s Bowerbird
- アカエボシニワシドリ Amblyornis subalaris, Streaked Bowerbird
- キエボシニワシドリ Amblyornis flavifrons, Golden-fronted Bowerbird